# 第17軍團 (德意志國防軍)
第17集团军（德語：17. Armee）是二战期间德国国防军的一支集团军。

## 歷史

### 東南用兵
1940年12月20日，第17軍團最高指挥部在第2军区（斯德丁）成立，以取代曾經的中的第12軍團最高指挥部，该軍團指挥部建立的目的是参与巴尔干战役。在进攻苏联期间，冯·斯图尔普纳格尔将军领导的军队被部署为南方集团军群的一部分，攻击拉瓦鲁斯卡和伦贝格。

### 巴巴羅薩
1941年6月22日，当纳粹德国发动巴巴罗萨行动并入侵苏联时，第17集团军隶属于南方集团军群。从7月1日起，匈牙利“机动兵团”（Gyorshadtest）划归于第17集团军。在乌曼战役期间，第17集团军与第1装甲集团军一起在乌克兰中部包围了苏军。大约有100,000名苏联士兵被俘。第17集团军参加了基辅战役。南方集团军群奉命恢复进攻，目标是夺取通往高加索油田的门户顿河畔罗斯托夫以及苏联重工业的主要中心哈尔科夫。

### 黑海護衛
1942年，南方集团军群带头展开在俄罗斯的夏季攻势（蓝色方案）。当第1装甲集团军向顿河发起进攻时，第17集团军将为其提供侧翼保护。6月至7月，德国第17集团军、驻俄意大利远征军、罗马尼亚第3集团军编成“鲁奥夫集团军群”。1942年8月，希特勒将南方集团军群细分为两个新的集团军：A集团军群和B集团军群。A集团军群包括第17集团军、第1装甲集团军和第4装甲集团军。B集团军群包括第2集团军、第6集团军、意大利第8集团军和匈牙利第2集团军。到1942年10月，罗马尼亚第3集团军和罗马尼亚第4集团军加入，以进一步加强B集团军群。
到1943年10月，第17集团军被迫从库班的桥头堡撤退，越过刻赤海峡到克里米亚。在接下来的几个月里，红军在乌克兰南部击退了德军。1943年11月，他们最终切断了第17集团军通过彼列科普地峡的陆上联系。希特勒禁止第17集团军从海上撤离，因为他认为红军可以利用克里米亚半岛对罗马尼亚的炼油厂发动空袭。
到1943年底，苏联指挥部开始在刻赤海峡登陆部队，到1944年4月10日，其部队了转移到錫瓦什湖附近，再加上对彼列科普地峡的袭击，迫使第17集团军撤退到塞瓦斯托波尔。德国武装部队最高司令部（德語：Oberkommando der Wehrmacht，OKW）打算将塞瓦斯托波尔作为堡垒，就像红军在1941年至1942年的第一次克里米亚战役中所做的那样。由于时间紧迫，塞瓦斯托波尔防御工事的十分薄弱，1944年5月9日，塞瓦斯托波尔在战斗开始后不到一个月内就陷落了。
第17集团军在克里米亚失去了大部分重型装备。在战斗中损失的人员和与海上撤离相关的损失方面遭受了相当大的损失。第17集团军在克里米亚战役中被红军幾乎全歼，后改编入南乌克兰集团军群。

### 重組
第17集团军随后进行了重组，继续在东线作战，参与了如包岑战役等诸多战役。此後它一直在加利西亚、东喀尔巴阡作战。1945年4月在西里西亚布雷斯劳与乌克兰第一方面军作战。 1945年5月，參與了布拉格戰役，並在布拉格北部向蘇軍投降。